# وادل
وادِل (به لاتین: Vadil) یک منطقهٔ مسکونی در ازبکستان است که در استان فرغانه واقع شده‌است.

## خصوصیات
وادل  ۱۷٬۵۵۱ نفر جمعیت دارد.